# Крешимир I
Крешимир I (на хърватски: Krešimir I) е хърватски крал от рода Търпимировичи управлявал от около 935 до 945 г. Продължава политиката на баща си Търпимир II за усилване мощта на хърватската държава. Единственият източник за него е Константин VII Багренородни, който в своята За управлението на империята пише, че синът му Мирослав го наследява като владетел на Хърватия и именно според неговия трактат е изчислена и годината на смъртта на Крешимир – 945 г.

## Етимология на името
Етимологията на името Крешимир е спорна. Според една от предложените тези то е съставно от славянския глагол „кресити“ със значение „осветявам, будя“ и съществителното „мир“, поради което значението му би могло да бъде „Този, който осветява света, Просветителят“. Според друга - произлиза от лат. Cresmur и ит. Cresimare със значение „Приел свято благословение“.